# Agrupació Toral
L'Agrupació Toral va ser una formació de l'Exèrcit Popular de la República que va lluitar durant la Guerra civil espanyola. Manada pel tinent coronel Nilamón Toral, va intervenir en la campanya de Llevant i en la batalla de Valsequillo.

## Historial
La formació va ser creada l'11 de maig de 1938, a càrrec del major de milícies Nilamón Toral. Va quedar composta per les divisions 70a i «Extremadura». Situada en el flanc esquerre del XXII Cos d'Exèrcit, se li va encomanar la missió de cobrir el sector d'Albocàsser. La formació va intervenir en la campanya de Llevant, quedant molt infringides les seves unitats en els combats amb les forces franquistes. Quedaria dissolta al final de les operacions en Llevant.
El 7 de desembre es va tornar a crear una agrupació que va rebre la denominació de «Toral», i que va quedar composta per les divisions 6a, 28a, i 52a; el tinent coronel Nilamón Toral va tornar a rebre el comandament de l'agrupació. La prefectura d'Estat Major va recaure en el capità Manuel García-Pelayo. El gener de 1939 va intervenir en la batalla de Valsequillo, al costat del XXII Cos d'Exèrcit. Durant els dos primers dies la formació va avançar profundament en territori enemic, conquistant diverses localitats. No obstant això, va fracassar en els seus assalts sobre serra «Trapero», on es va concentrar el nucli de la resistència franquista.
La unitat es va autodissoldre al final de la contesa, disgregant-se els seus soldats a les províncies de Còrdova, Ciudad Real i Badajoz.